# جان مک‌تیرنان
جان مک‌تیرنان (انگلیسی: John McTiernan؛ زادهٔ ۸ ژانویهٔ ۱۹۵۱) یک فیلمساز آمریکایی است. که بین سال‌های ۱۹۸۶ تا ۲۰۰۳ فعالیت می‌کرد، او بیشتر برای فیلم‌های اکشن‌اش، به‌ویژه غارتگر (۱۹۸۷)، جان‌سخت (۱۹۸۸)، و شکار برای اکتبر سرخ (۱۹۹۰) شناخته می‌شود. فیلم‌های معروف بعدی او شامل فیلم اکشن-کمدی-فانتزی آخرین قهرمان اکشن (۱۹۹۳)، دنباله فیلم اکشن جان‌سخت ۳ (۱۹۹۵)، بازسازی فیلم دزدی حادثه توماس کراون (فیلم ۱۹۹۹) است. آخرین فیلم بلند کامل او فیلم معمایی و دلهره‌آور پایگاه بود که در سال ۲۰۰۳ اکران شد.
او در رابطه با استخدام بازپرس خصوصی آنتونی پلیکانو در اواخر سال ۲۰۰۰ برای استراق سمع غیرقانونی تماس‌های تلفنی دو نفر که یکی از آنها چارلز روون، یکی از تهیه‌کنندگان فیلم اکشن او بود، به شهادت دروغ و دروغ گفتن به بازپرس اف‌بی‌آی اعتراف کرد. او از آوریل ۲۰۱۳ تا فوریه ۲۰۱۴ در زندان فدرال زندانی بود.

## آثار کارگردانی
- پایگاه (۲۰۰۳)
- رولربال (۲۰۰۲)
- سیزدهمین سلحشور (۱۹۹۹)
- حادثه توماس کراون (۱۹۹۹)
- حق سکوت (۱۹۹۶) (فقط تهیه‌کننده)
- جان‌سخت ۳ (۱۹۹۵)
- آخرین قهرمان اکشن (۱۹۹۳)
- پزشک مرد (۱۹۹۲)
- شکار برای اکتبر سرخ (۱۹۹۰)
- جان‌سخت (۱۹۸۸)
- غارتگر (۱۹۸۷)
- خانه‌به‌دوش‌ها (۱۹۸۶)